# Calephelis sacapulas
Calephelis sacapulas är en fjärilsart som beskrevs av Mcalpine 1971. Calephelis sacapulas ingår i släktet Calephelis och familjen Riodinidae. Inga underarter finns listade i Catalogue of Life.